# Gmina Čelić
Gmina Čelić (boś. Općina Čelić) – gmina w Bośni i Hercegowinie, w kantonie tuzlańskim. W 2013 roku liczyła 10 502 mieszkańców.